# Gustavo Benítez
Gustavo Benítez   (Paraguarí, 5 de febrer de 1953) fou un futbolista paraguaià de la dècada de 1970 i entrenador.
Fou 42 cops internacional amb la selecció del Paraguai.
Pel que fa a clubs, defensà els colors de Olimpia Asunción, Granada CF i Atlético Nacional.
Trajectòria com a entrenador:
- 1994: Olimpia Asunción
- 1995-1998: Colo-Colo
- 1999-2000: Racing Santander
- 2001: Racing Santander
- 2003: Rayo Vallecano
- 2004-2005: Olimpia Asunción
- 2008: Cobreloa
- 2010-2011: CD Palestino
- 2013: Colo-Colo